# Comparettia bennettii
Comparettia bennettii är en orkidéart som beskrevs av Mark W. Chase och Norris Hagan Williams. Comparettia bennettii ingår i släktet Comparettia, och familjen orkidéer.
Artens utbredningsområde är Peru. Inga underarter finns listade i Catalogue of Life.